# Bombon (Filipinas)
Bombon es un municipio filipino de cuarta clase, perteneciente a la provincia de Camarines Sur, en la región de Bicolandia.

## Historia
Hacia mediados del siglo XIX, el lugar tenía contabilizada una población de 3442 habitantes, repartidos en 574 casas. Aparece descrito en el primer volumen del Diccionario geográfico, estadístico, histórico de las Islas Filipinas (1850) de Manuel Buzeta Núñez y Felipe Bravo con las siguientes palabras:

BOMBON: pueblo con cura y gobernadorcillo, en la isla de Luzon, prov. de Camarines-Sur, dióc. de Nueva-Cáceres; se halla sit. en el litoral de la prov., no lejos del confin de esta con la de Camarines-Norte, y el golfo de Ragay; en terreno llano y despejado: su clima es templado y saludable. Tiene como unas 574 casas, en general de sencilla construccion, distinguiéndose entre ellas la casa parroquial y la llamada trbunal; hay carcel, y escuela de primeras letras dotada de los fondos de comunidad, bastante concurrida por niños de ambos sexos: é igl. parr. de bonita arquitectura servida por un cura regular. Al lado de la igl. se halla el cementerio, que es bastante capaz y ventilado. Este pueblo se comunica con sus limitrofes por medio de caminos regulares, y recibe la correspondencia de la cabecera de la prov. por medio de un peaton, una vez á la semana. El term. es bastante estenso, y en sus montes se crian buenas maderas de construccion y caza mayor y menor. El terreno reducido á cultivo es fértil, y sus prod. arroz, abacá, caña dulce, cacao, cocos etc. La ind. consiste en el beneficio de los prodcutos naturales y algunos tejidos: el comercio es la esportacion del sobrante de sus artículos naturales y fabriles. pobl. 3,442 alm., 873 ½ trib., que ascienden á 8,735 rs. plata, equivalentes á 21,837 ½ rs. vn.
(Buzeta y Bravo, 1850, p. 398)

En 2020, tenía censados 17 995 habitantes.